# ایروینگ کالکینز
ایروینگ کالکینز (انگلیسی: Irving Calkins; ۳۱ اکتبر ۱۸۷۵ – ۲۶ اوت ۱۹۵۸) تیرانداز اهل ایالات متحده آمریکا بود.
وی در مسابقات کشوری و بین‌المللی در مجموع برندهٔ ۱ مدال طلا شده‌است.